# Райнер, Вацлав Вавржинец
Вацлав Вавржинец Райнер или Венцель Лоренц Райнер (чеш. Václav Vavřinec Reiner, нем. Wenzel Lorenz Reiner, 8 августа 1689, Прага Богемия, Священная Римская империя — 9 октября 1743, там же) — чешский художник, график, создатель фресок, один из выдающихся чешских художников эпохи высокого барокко.

## Биография
Родился в семье скульптора, внук архитектора. Учился у Петра Брандля, Яна Криштофа Лишки.

## Творчество
Кроме пейзажей, батального жанра и портретов, он создавал уникальные фрески, которыми обогащал в основном архитектуру известного чешского скульптора, работающего в стиле динамичного барокко, главного фортификатора Праги Килиана Игнаца Динценхофера.
Среди его значимых произведений можно выделить масштабную фреску «Гигантомахия» (бой олимпийских богов с гигантами) (1718) над лестницей, ведущей в пражский Чернинский дворец, а также фреску «Страшного суда» в куполе Храма Святого Франциска Ассизского на площади Крестоносцев в Праге.
Кроме того, работал над украшением Духцовского замка, резиденции Вальдштейнов в Духцове. Капелла зеркального зала Клементинума украшена четырьмя его произведениями.
Похоронен в доминиканском костëле св. Ильи в пражском Старом городе.
|                      |  |  |  |  |  |
| Работы В. В. Райнера |  |  |  |  |  |